# Tiếng Bắc Friesland
Tiếng Bắc Friesland là một ngôn ngữ thiểu số của Đức, có số lượng người nói khoảng 10.000 người ở Nordfriesland. Có hai đơn vị thổ ngữ chính: những người ở đất liền và những người ở hải đảo. Không có tiếng tiêu chuẩn, mặc dù một số cho rằng phương ngữ đại lục Mooring là ngôn ngữ chuẩn. Ngôn ngữ này là một phần của nhóm lớn hơn các ngôn ngữ Tây Giéc Manh Frisia.
Tiếng Bắc Friesland là một ngôn ngữ đang bị đe dọa, do hầu hết trẻ em ở nhiều nơi không còn học thứ tiếng này, ngoài trừ các đảo Föhr và Amrum cũng như khu vực Risum-Lindholm. Tất cả các loa của Bắc Frisia đều biết ít nhất hai ngôn ngữ (Bắc Frisia và tiếng Đức tiêu chuẩn). Nhiều người nói ba ngôn ngữ (Bắc Friesland, Đức tiêu chuẩn và tiếng Hạ Đức) và, đặc biệt là dọc theo biên giới Đan Mạch, nhiều người biết bốn thứ tiếng (Bắc Friesland, Đức tiêu chuẩn, Hạ Đức và tiếng Nam Nørrejysk).
Ngày 24 tháng 12 năm 2004 một nhà đạo luận bang có hiệu lực tại Schleswig-Holstein công nhận ngôn ngữ Bắc Friesland để sử dụng chính thức ở huyện Nordfriesland và trên Heligoland.